# Homerpalooza
Homerpalooza (v anglickém originále Homerpalooza) je 24. díl 7. řady (celkem 152.) amerického animovaného seriálu Simpsonovi. Scénář napsal Brent Forrester a díl režíroval Wes Archer. V USA měl premiéru dne 19. května 1996 na stanici Fox Broadcasting Company a v Česku byl poprvé vysílán 17. února 1998 na stanici ČT2.

## Děj
Poté, co Otto zničí školní autobus, je Homer nucen odvézt několik studentů do školy autem. Je šokován, když zjistí, že všechny děti nenávidí klasickou rockovou rozhlasovou stanici, kterou poslouchá. Homer si uvědomí, že hudba z dob jeho středoškolských studií už není považována za skvělou poté, co se jí hipster v obchodě s deskami vysměje. 
V naději, že na ně udělá dojem, vezme Homer Barta a Lízu na hudební festival Hullabalooza. Homer se snaží chovat pohodově tím, že si nasadí rastafariánský klobouk, ale rozzuřený dav příslušníků generace X se s ním střetne poté, co si ho spletl s narkomanem. Jakmile ho dav vyhodí, Homer vztekle kopne do děla, které mu vystřelí do břicha jedno z nafukovacích prasat Petera Framptona. Šéf festivalu je ohromen Homerovou schopností absorbovat střelbu z děla a najme ho na festivalovou freak show (v podání Cirkusu Jima Rose), zvanou přehlídka transmundace. 
Homer s festivalem cestuje a paří s rapovými a rockovými hvězdami – Sonic Youth, Cypress Hill a The Smashing Pumpkins – a zároveň si získává respekt mezi mladými lidmi, včetně Barta. Když se turné blíží k zastávce ve Springfieldu, Homera začne bolet žaludek a je poslán k veterináři. Doktor mu oznámí, že pokud dostane další dělovou kouli do břicha, zemře. Homer se rozhodne naposledy předvést své číslo, ale v poslední chvíli se dělové kouli vyhne. Po vřelém rozloučení s hostujícími kapelami Homer opouští festival a ztrácí respekt svých dětí, protože už není pohodový, což přijímá.

## Produkce
Celý příběh této epizody vymyslel David Cohen, ačkoli jej napsal Brent Forrester, který měl pocit, že si Cohen zaslouží alespoň zásluhy za námět. Forrester se kvůli výzkumu pro tuto epizodu vydal na jeden z koncertů Lollapaloozy, což považoval za malou zábavu, ale nakonec to byl příšerný zážitek. Několik vtipů v této epizodě vychází z jeho zážitků: kamery byly zabavovány a házeny do odpadků, bylo tam mnoho reklam, několik „kyselých obličejů teenagerů“, skutečná freak show (Jim Rose Circus) a v jednu chvíli k Forresterovi přistoupil cizinec a zeptal se ho: „Jak to jde, narkáči?“.
Během Homerovy konfrontace s davem na Hullabalooze je krátký záběr na Homera, za nímž stojí členové hudební skupiny No Doubt. Bratr Gwen Stefaniové Eric Stefani, který sám byl členem této skupiny, v té době pracoval jako animátor u Simpsonových a přidal je tam.

### Obsazení
Cílem scenáristů bylo, aby v obsazení byli umělci, kteří zastupují několik žánrů: hip hop (Cypress Hill), alternativní rock (Sonic Youth, Smashing Pumpkins) a klasický rockový zpěvák. Původně se pro tuto roli hledal Bob Dylan, ale byl nahrazen Peterem Framptonem. Billy Corgan zapůsobil na produkční štáb tím, že silně napodoboval Homera a Marge, i když bylo rozhodnuto, že je v epizodě nepoužije. Pearl Jam byli požádáni, aby v dílu vystoupili, ale odmítli. 
Původně autoři chtěli do této epizody obsadit Courtney Love a Hole, ale ti odmítli. Podle komentáře na DVD nejmenovaná skupina řekla, že kdyby v epizodě byla Courtney Love, tak by tam nebyli. Článek v Entertainment Weekly odhalil, že se jednalo o skupinu Sonic Youth. Předpokládalo se, že Love se v epizodě objeví, protože nedávno natočila film s Jamesem L. Brooksem, ale na žádost nikdy nereagovala.

## Kulturní odkazy
Retrospektiva, ve které se Homer setkává s chlapci v dodávce, je založena na filmu Omámení a zmatení. Několik scén, ve kterých je Homer zasažen dělovou koulí, je založeno na slavných záběrech Franka „Cannonballa“ Richardse zasaženého dělovou koulí, stejně jako celý koncept „chytače dělových koulí“. Ottova halucinace „mluvících bot“ vyvolaná drogami je založena na úvodu albové verze písně „1999“ od Prince. Homerova chůze v jedné scéně paroduje chůzi v komiksu Keep on Truckin', který nakreslil Robert Crumb.

## Přijetí
V původním vysílání skončil díl v týdnu od 13. do 19. května 1996 na 57. místě ve sledovanosti s ratingem 7,8, což odpovídá přibližně 7,5 milionu domácností. Byl to třetí nejlépe hodnocený pořad na stanici Fox v tomto týdnu, hned po seriálech Akta X a Ženatý se závazky.
V roce 1998 díl časopis TV Guide zařadil na seznam dvanácti nejlepších epizod Simpsonových.
Webové stránky BBC označily díl za „jednu z nejpamátnějších epizod, ne-li jednu z nejlepších – satira na kontrakulturu mládeže je dobře zvládnutá a Homerova retrospektiva do mládí je báječná“. IGN uvedlo, že epizoda je jednou z nejlepších ze sedmé řady.
V roce 2019 díl časopis Consequence of Sound zařadil na třetí místo v žebříčku 30 nejlepších epizod Simpsonových.
V seznamu 25 nejlepších hostujících hlasů v seriálu, vydaném 5. září 2006, IGN umístil účinkující z Hullabaloozy na 23. místo.
Noiserockovou verzi závěrečných titulků v podání Sonic Youth zařadil mezi nejlepší verze znělky Matt Groening a také Chris Turner ve své knize Planet Simpson.
Bill Oakley prohlásil, že Peter Frampton je jednou z jeho nejoblíbenějších hostujících hvězd a že si přál, aby s ním mohl natočit seriál. Vtip o herecké přestávce Rovera Hendrixe byl nicméně autory a producenty označen za jeden z nejhorších vtipů v historii Simpsonových.
V roce 2007 Simon Crerar z deníku The Times zařadil vystoupení skupin Smashing Pumpkins a Cypress Hill mezi 33 nejvtipnějších cameí v historii seriálu.
Andrew Martin z Prefix Mag označil Cypress Hill za svého šestého nejoblíbenějšího hudebního hosta v Simpsonových ze seznamu deseti.